# Limnoria pfefferi
Limnoria pfefferi är en kräftdjursart som beskrevs av Stebbing1904. Limnoria pfefferi ingår i släktet Limnoria och familjen borrgråsuggor. Inga underarter finns listade i Catalogue of Life.